# 不定代名詞
不定代名詞（ふていだいめいし）とは、指示するものが不定の代名詞をいう。多くの言語では疑問詞と密接な関係をもつ。

## 言語例
日本語では特に不定代名詞を立てないことが多いが、「だれか・なにか」「だれも・なにも」といった疑問詞をもとにした不定の表現が可能である。
中国語では疑問代名詞と不定代名詞は同じ形をしていて文脈で区別される。たとえば“什么”「何」は、“我想吃点儿什么”では「何か食べたい」、“什么都……”の形では「何でも」の意味になる。
サンスクリットでは疑問代名詞kaḥ「誰」、kim「何」の後ろにapi, cana, cidなどの助辞を加えることで不定の意味を表す。
古代ギリシア語では疑問代名詞と不定代名詞は基本的に同じ形をしていてアクセントのみが異なる。疑問代名詞τίς「誰」が自分のアクセントを持つのに対して、不定代名詞τὶς「ある者」は後倚辞である。英語のwhoeverにあたるὁστὶςは実際には上のτὶςに関係代名詞ὁςがついた形で、不定関係代名詞と呼ばれる。
ラテン語でも疑問代名詞quis「誰」は、アクセントをもたない形でそのまま不定代名詞「誰か」の意味を持つことができたが、aliquis「誰か」、quidam「ある者」、nescio quis「誰かしら」などの異なるニュアンスを持つさまざまな不定代名詞専用の形が発達した。
英語にも疑問代名詞をもとにしたwhoever, whateverのような語があるが、英語の文法で不定代名詞と言ったばあいは通常one, some, any, each, allあるいはsomeone, nobody, anythingのような語を指す。歴史的に古英語では疑問詞のhwæt「何」は不定の「何か」の意味でも使われていたのだが、現代の英語からはこの用法は消えている。
ロシア語の文法では疑問代名詞кто「誰」、что「何」に接辞を加えたнекто「ある人」、кто-то「誰か」、кто-нибудь「誰か」などを不定代名詞という。каждый（英語のeach）、весь（英語のall）などは（定語（連体修飾語）になる代名詞という意味で）定代名詞 (ru:определительные местоимения) と呼ばれる。また否定の意味をもつникто（英語のnobody）などは否定代名詞と呼ぶ。